# 阿维亚诺空军基地

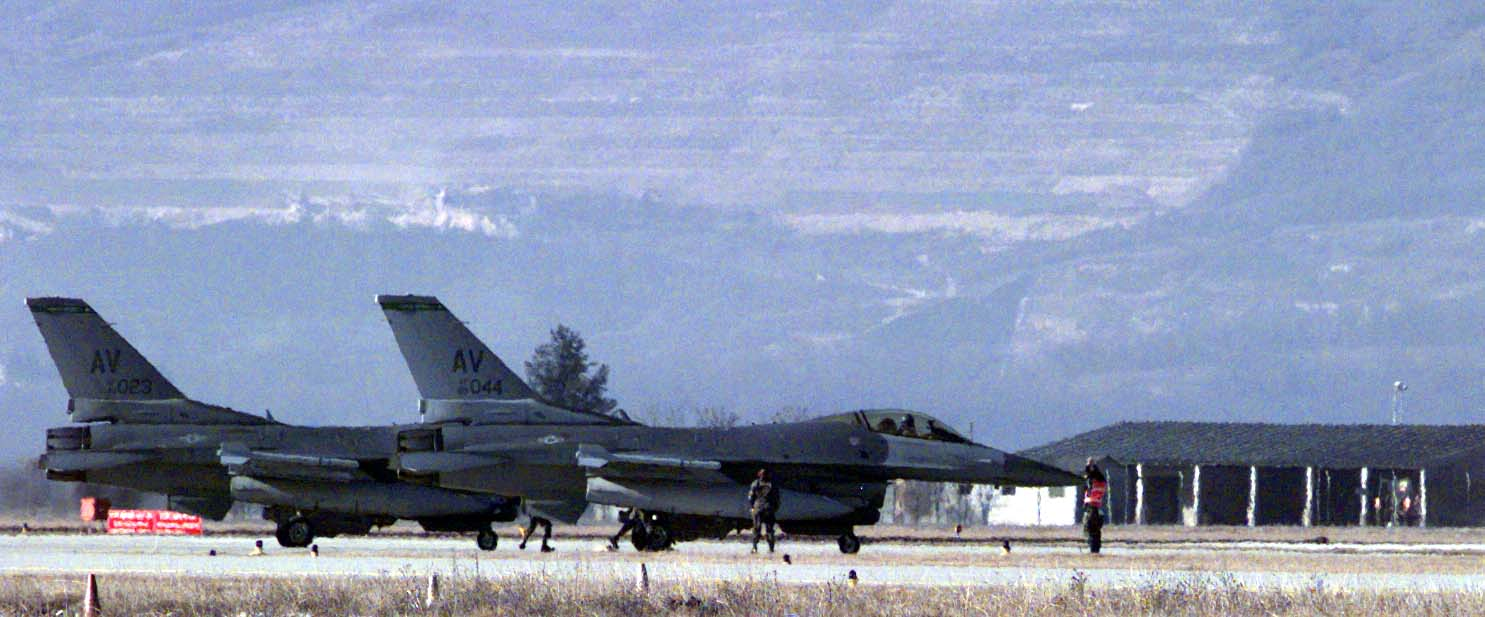
阿维亚诺空军基地的F16战斗机

阿维亚诺空军基地（義大利語：Base aerea di Aviano）是美国空军在意大利北部的一个军事基地。该基地位于阿维亚诺，距离波代诺内15公里。现驻扎部队为美国空军第31戰鬥機聯隊，隶属美国驻欧洲空军。

## 历史
阿维亚诺空军基地建立于1911年，美国空军于1954年开始进驻。第31战斗机联队包括第510戰鬥機中隊、第555戰鬥機中隊、第606空中管制中队以及后援系统。